# Краун-эфиры
Краун-эфиры (краун-соединения) — макрогетероциклические соединения, содержащие в своих циклах более 11 атомов, из которых не менее четырёх — гетероатомы, которые связаны между собой этиленовыми мостиками (или более длинными, например, состоящими из трёх атомов углерода).
Как правило, гетероатомом является атом кислорода. Если один или несколько атомов кислорода (но не все!) заменены атомами азота или серы, то соответствующие соединения называются соответственно азакраун- или тиакраун-эфирами. Если все атомы кислорода заменены на атомы азота, то соединения этого класса называют циклическими полиаминами. Если на атомы серы — то циклическими полиэфирами. Если краун-эфиры конденсированы с бензольными или циклогексановыми кольцами, то они относятся к бензокраун- или циклогексанкраун-эфирам. Получены краун-эфиры, содержащие в цикле атомы P, Si, As, а также амидные, сложноэфирные и некоторые другие функциональные группы.

## История открытия
Краун-эфиры были открыты случайно Чарльзом Педерсеном, химиком американской компании DuPont, при изучении координирующих свойств лигандов, похожих на дибензо-18-краун-6, но без замкнутого кольца. Примесь необычного соединения в виде белых кристаллов образовалась случайно из-за недостаточно чистого реагента, из которого был получен лиганд, который изучал Педерсен, и после того, как новое соединение было изучено, стало понятно, что оно является представителем совершенно нового класса соединений.
С тех пор краун-соединения с разными гетероатомами были тщательно изучены: они нашли своё применение в химической технологии, металлургии, атомной промышленности, органическом синтезе, и других областях прикладной химической науки. Также знания свойств краун-эфиров послужили улучшили понимание процессов, происходящих в биохимических транспортных реакциях, помогли синтезировать первые искусственные ионофоры.

## Номенклатура
В тривиальных названиях краун-эфиров общее число атомов в цикле и число гетероатомов обозначают цифрами, которые ставят перед и после слова «краун». Согласно ИЮПАК краун-эфиры представляются как производные циклических углеводородов:
- формула I — 12-краун-4; (1,4,7,10-тетраоксациклододекан)
- формула II — 1,10-диаза-18-краун-6; (4,7,13,16-тетраокса-1,10-диазациклооктадекан)
- формула III — 1,7-дитиа-15-краун-5
- формула IV — дибензо-18-краун-6
- формула V — циклогексано-15-краун-5

Некоторые краун-соединения имеют собственные тривиальные названия, например, циклам.

## Свойства
Краун-эфиры являются вязкими жидкостями или кристаллическими веществами, хорошо растворимыми в большинстве органических растворителей и плохо растворимыми в воде. Их химические свойства зависят от природы гетероатомов и функциональных групп в цикле.
Краун-эфиры образуют устойчивые липофильные комплексы с катионами металлов, особенно щелочных и щелочноземельных. При этом катион металла включается во внутримолекулярную полость краун-эфира и удерживается благодаря ион-дипольному взаимодействию с гетероатомами. Наиболее устойчивы такие комплексы, у которых размер иона металла близок к размеру полости молекулы краун-эфира. 
Комплексы, в отличие от образующих их неорганических солей, часто растворимы в органических растворителях, что позволяет создать гомогенную среду для многих химических реакций (например, как окислитель используется раствор перманганата калия в бензоле в присутствии краун-эфиров — «пурпурный бензол»). За счет высокой стабильности комплексного иона возможно существование таких необычных соединений щелочных металлов как алкалиды и электриды.

## Получение
Краун-эфиры получают конденсацией дигалогеналканов или диэфиров п-толуолсульфокислоты с полиэтиленгликолями в тетрагидрофуране, 1,4-диоксане, диметоксиэтане, диметилсульфоксиде, трет-бутаноле в присутствии оснований (гидриды, гидроксиды, карбонаты); внутримолекулярной циклизацией монотозилатов полиэтиленгликолей в диоксане, диглиме или тетрагидрофуране в присутствии гидроксидов щелочных металлов, а также циклоолигомеризацией этиленоксида в присутствии BF3 и борофторидов щелочных и щелочноземельных металлов.
Азакраун-эфиры получают ацилированием ди- или полиаминов с частично защищёнными аминогруппами хлорангидридами дикарбоновых кислот с последующим восстановлением образующихся макроциклических диамидов; алкилированием дитозилдиаминов дигалогенпроизводными или дитозилатами гликолей в присутствии гидридов или гидроксидов щелочных металлов.
Тиакраун-эфиры получают из тиааналогов полиэтиленгликолей аналогично обычным краун-эфирам или алкилированием дитиолов дигалогенидами или дитозилатами в присутствии оснований.

## Применение
Краун-эфиры используются для концентрирования, разделения, очистки и регенерации металлов, в том числе редкоземельных; для разделения нуклидов, энантиомеров; как лекарственные препараты, антидоты, пестициды; для создания ион-селективных датчиков и мембран; как катализаторы в реакциях с участием анионов. Показано применение некоторых краун-эфиров для усиления проницаемости лекарств через слизистые оболочки глаз.
Тетразакраун эфир циклен, в котором все атомы кислорода замещены на азот, используется в магнитно-резонансной томографии в качестве контрастного вещества.